# Ocean Breeze (Florida)
Ocean Breeze ist eine Stadt im Martin County im US-Bundesstaat Florida. Das U.S. Census Bureau hat bei der Volkszählung 2020 eine Einwohnerzahl von 301 ermittelt.

## Geographie
Ocean Breeze liegt am Indian River, einem Teil des Intracoastal Waterway an der Ostküste Floridas. Die Stadt liegt rund 5 km nördlich von Stuart sowie etwa 160 km nördlich von Miami.

## Geschichte
Die im Jahre 1908 geborene Dorothy Geeben war von 2001 bis zu ihrem Tod im Jahr 2010 die Bürgermeisterin der Stadt. Sie war mit einem Alter von 101 Jahren die älteste Bürgermeisterin der Vereinigten Staaten.

## Demographische Daten
Laut der Volkszählung 2010 verteilten sich die damaligen 355 Einwohner auf 444 Haushalte, davon sind die meisten als Zweitwohnsitz genutzte Ferienwohnungen. Die Bevölkerungsdichte lag bei 887,5 Einw./km². 98,9 % der Bevölkerung bezeichneten sich als Weiße, 0,3 % als Afroamerikaner und 0,3 % als Indianer. 0,3 % gaben die Angehörigkeit zu mehreren Ethnien an. 1,4 % der Bevölkerung bestand aus Hispanics oder Latinos.
Im Jahr 2010 lebten in 0,4 % aller Haushalte Kinder unter 18 Jahren sowie 66,7 % aller Haushalte Personen mit mindestens 65 Jahren. 25,5 % der Haushalte waren Familienhaushalte (bestehend aus verheirateten Paaren mit oder ohne Nachkommen bzw. einem Elternteil mit Nachkomme). Die durchschnittliche Größe eines Haushalts lag bei 1,33 Personen und die durchschnittliche Familiengröße bei 2,03 Personen.
0,3 % der Bevölkerung waren jünger als 20 Jahre, 2,0 % waren 20 bis 39 Jahre alt, 22,0 % waren 40 bis 59 Jahre alt und 75,9 % waren mindestens 60 Jahre alt. Das mittlere Alter betrug 69 Jahre. 52,4 % der Bevölkerung waren männlich und 47,6 % weiblich.
Das durchschnittliche Jahreseinkommen lag bei 23.125 $, dabei lebten 18,9 % der Bevölkerung unter der Armutsgrenze.
Im Jahr 2000 war Englisch die Muttersprache von 92,51 % der Bevölkerung, spanisch sprachen 3,08 % und 4,41 % hatten eine andere Muttersprache.

## Verkehr
Ocean Breeze wird von der Güterbahnstrecke der Florida East Coast Railway durchquert. Der nächste Flughafen ist der Palm Beach International Airport (rund 70 km südlich).